# Villa Caspar-David-Friedrich-Straße 3 (Dresden)

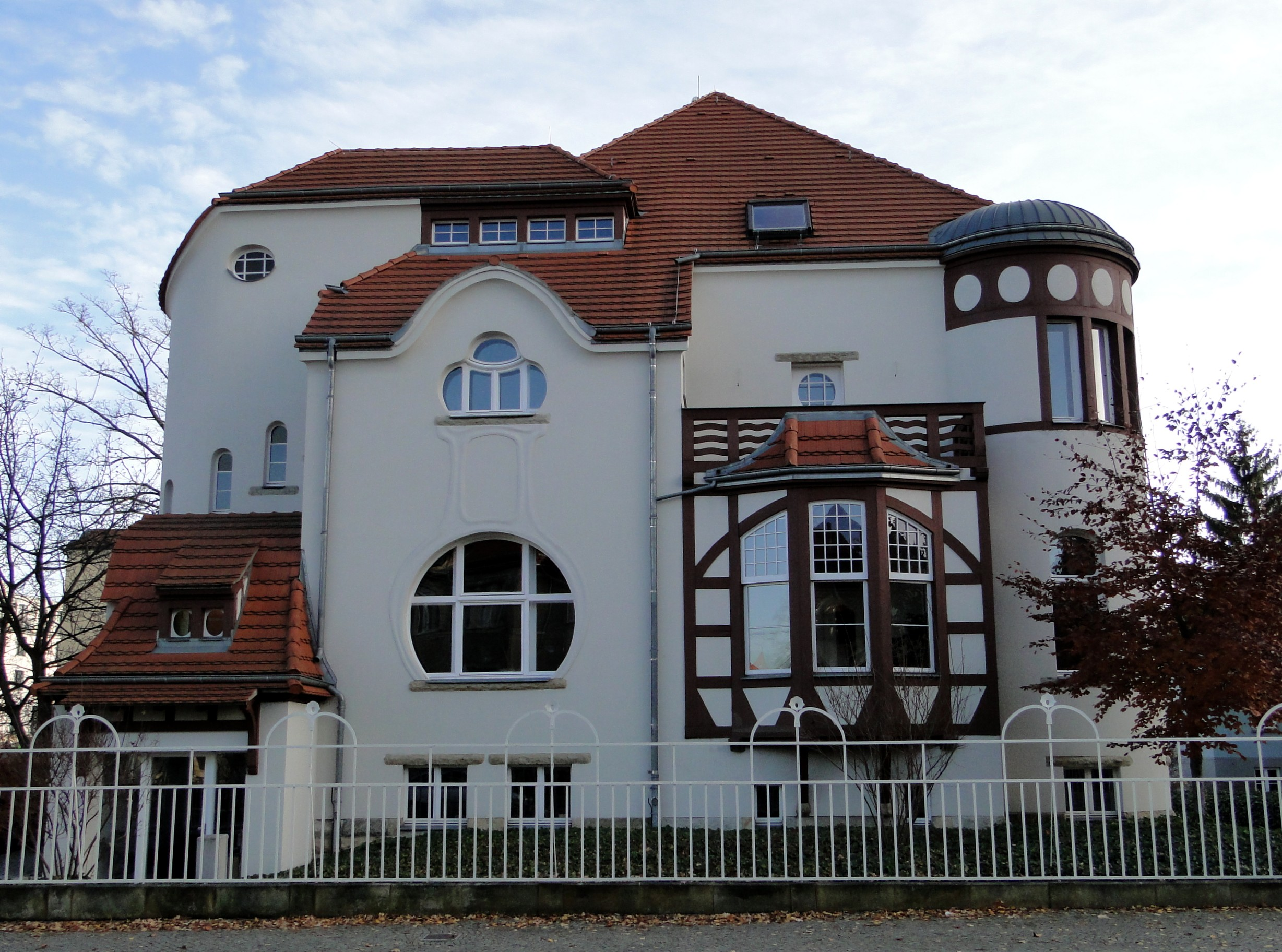
Villa Caspar-David-Friedrich-Straße 3 in Dresden

Die Villa Caspar-David-Friedrich-Straße 3 ist ein unter Denkmalschutz stehendes ehemaliges Wohnhaus im Dresdner Stadtteil Strehlen, das seit 2002 als Bürogebäude genutzt wird.

## Geschichte und Baubeschreibung
Das Gebäude wurde von 1903 bis 1904 nach Plänen des Architekten Heino Otto errichtet, der auch die Bauleitung und -ausführung innehatte. Es gilt als eines der wenigen erhaltenen Gebäude Ottos in Dresden. Zu DDR-Zeiten wurde die Villa von einer Konsumgenossenschaft genutzt, die im Gebäude auch eine Textilverkaufsstelle einrichtete. Der Bau verfiel mit der Zeit und wurde schließlich im Jahr 2002 saniert.
Das zweigeschossige Gebäude besitzt einen „unregelmäßige[n] Grund- und Aufriß“ mit einer asymmetrisch gestalteten Straßenfront. Unregelmäßig sind auch Größe und Anordnung der Fenster, die verschiedene Arten der Rundung aufweisen. Obwohl ein Bau des Jugendstils, besitzt die Villa kaum jugendstil-typischen ornamentalen Schmuck. Im Inneren ist die große Hallendiele auffällig. Einzigartig für die Entstehungszeit war jedoch vor allem die ins Souterrain integrierte Garage.